# Cyardium truncatum
Cyardium truncatum là một loài bọ cánh cứng trong họ Cerambycidae.